# Contea di Montgomery (Texas)
La contea di Montgomery in inglese Montgomery County è una contea dello Stato del Texas, negli Stati Uniti. La popolazione al censimento del 2010 era di 455 746 abitanti. Il capoluogo di contea è Conroe. La contea è stata creata nel 1837.

## Geografia fisica
| Anno | Popolazione | ±%     |
| ---- | ----------- | ------ |
| 1850 | 2,384       | Note:  |
| 1860 | 5,479       | 129.8% |
| 1870 | 6,483       | 18.3%  |
| 1880 | 10,154      | 56.6%  |
| 1890 | 11,765      | 15.9%  |
| 1900 | 17,067      | 45.1%  |
| 1910 | 15,679      | −8.1%  |
| 1920 | 17,334      | 10.6%  |
| 1930 | 14,588      | −15.8% |
| 1940 | 23,055      | 58.0%  |
| 1950 | 24,504      | 6.3%   |
| 1960 | 26,839      | 9.5%   |
| 1970 | 49,479      | 84.4%  |
| 1980 | 128,487     | 159.7% |
| 1990 | 182,201     | 41.8%  |
| 2000 | 293,768     | 61.2%  |
| 2010 | 455,746     | 55.1%  |

Secondo l'Ufficio del censimento degli Stati Uniti d'America la contea ha un'area totale di 1077 miglia quadrate (2790 km²), di cui 1042 miglia quadrate (2700 km²) sono terra, mentre 35 miglia quadrate (91 km², corrispondenti al 3,3% del territorio) sono costituiti dall'acqua.

### Contee adiacenti
- Walker County (nord)
- San Jacinto County (nord-est)
- Liberty County (est)
- Harris County (sud)
- Waller County (ovest)
- Grimes County (nord-ovest)

### Strade principali
- Interstate 45
- Interstate 69
- U.S. Highway 59
- State Highway 75
- State Highway 105
- State Highway 242
- State Highway 249
- State Highway 99 - aka Grand Parkway Toll Road

### Aree nazionali protette
- Sam Houston National Forest

## Educazione
Nella contea sono presenti i seguenti distretti scolastici:
- Conroe ISD
- Magnolia ISD
- Montgomery ISD
- New Caney ISD
- Richards ISD (partial)
- Splendora ISD
- Tomball ISD (partial)
- Willis ISD (partial)
- Covenant Christian School
- Christ Community School
- The Woodlands Christian Academy
- The John Cooper School
- St. Anthony Of Padua Catholic School
- The Woodlands Preparatory School
- Porter Christian Academy
- Lone Star College System
- The University Center
- Lone Star College–Montgomery